# Station Czekanów Śląski
Station Czekanów Śląski is een spoorwegstation in de Poolse plaats Czekanów.